# Bomarien
Die Bomarien (Bomarea) sind eine Pflanzengattung in der Familie der Inkaliliengewächse (Alstroemeriaceae) innerhalb der Ordnung der Lilienartigen (Liliales). Die etwa 150 Arten sind in der Neotropis von Mexiko bis Südamerika weitverbreitet.

## Beschreibung

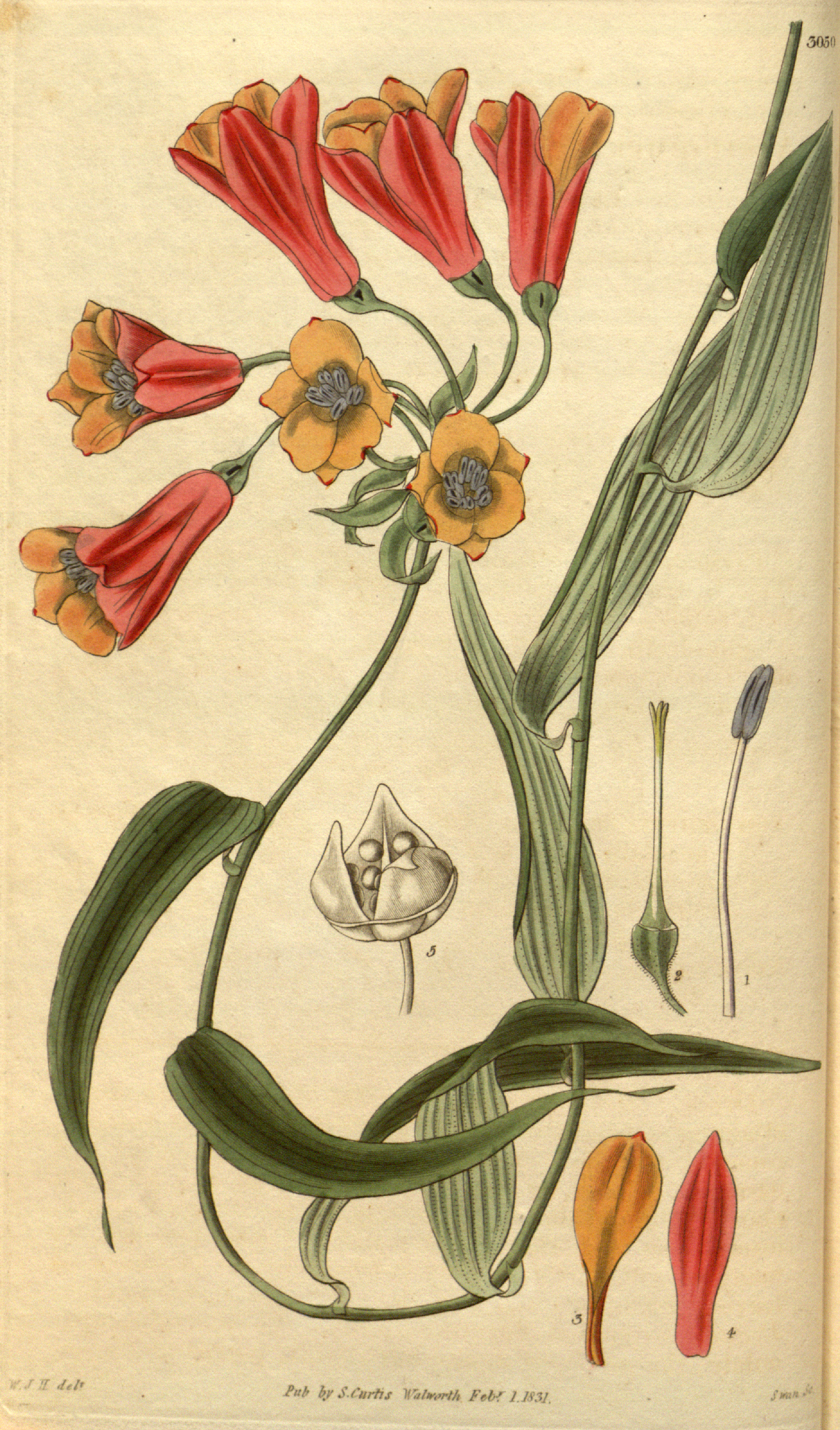
Illustration von Bomarea acutifolia aus Curtis's Botanical Magazine Volume 58, 1831, Tafel 3050

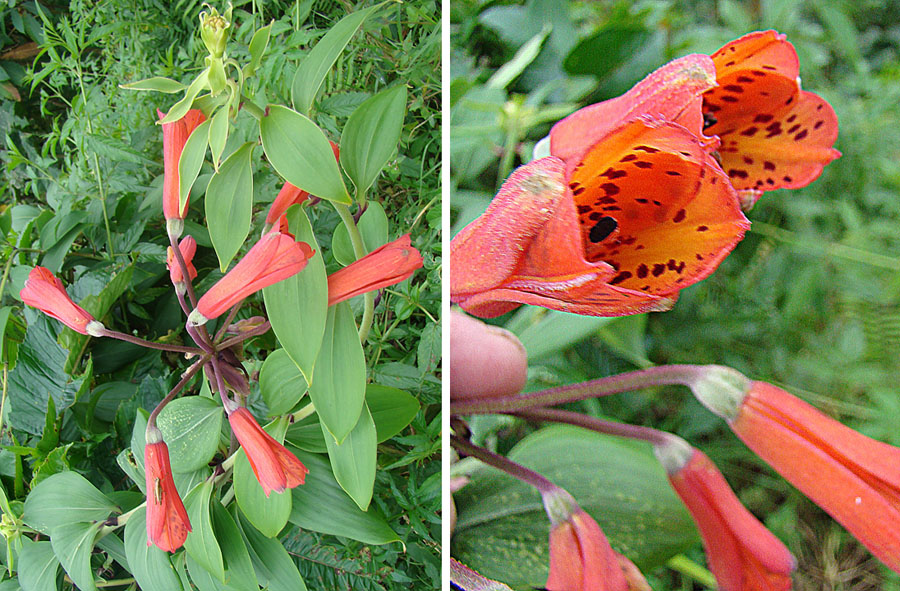
Bomarea acutifolia

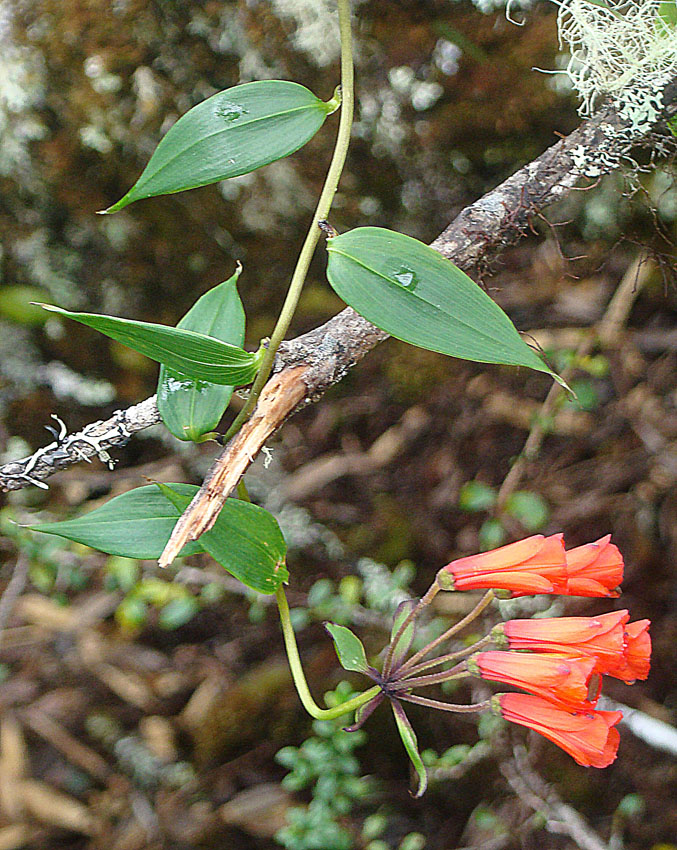
Bomarea andreana

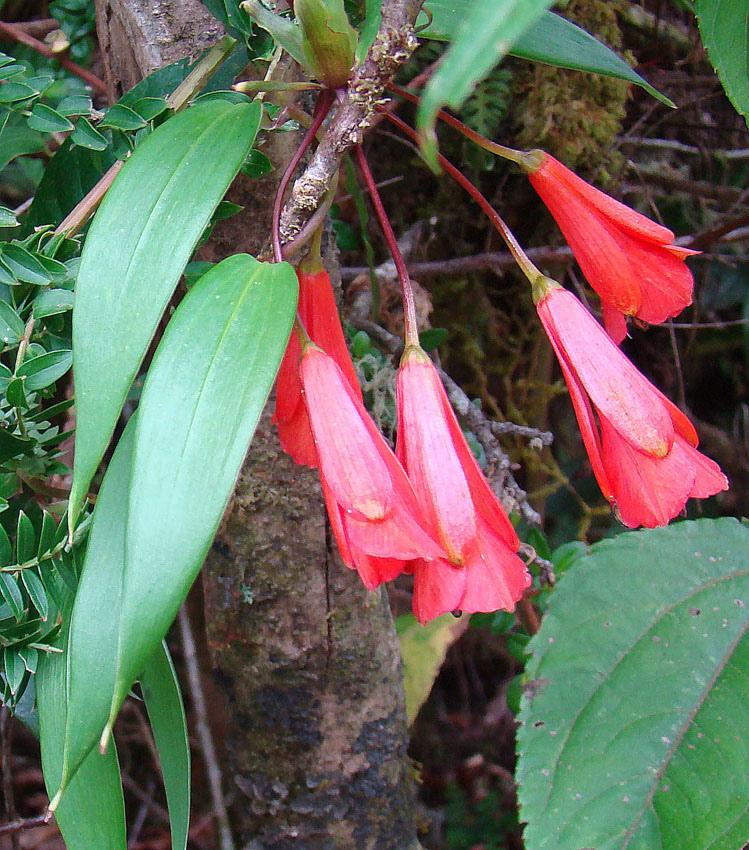
Bomarea costaricensis

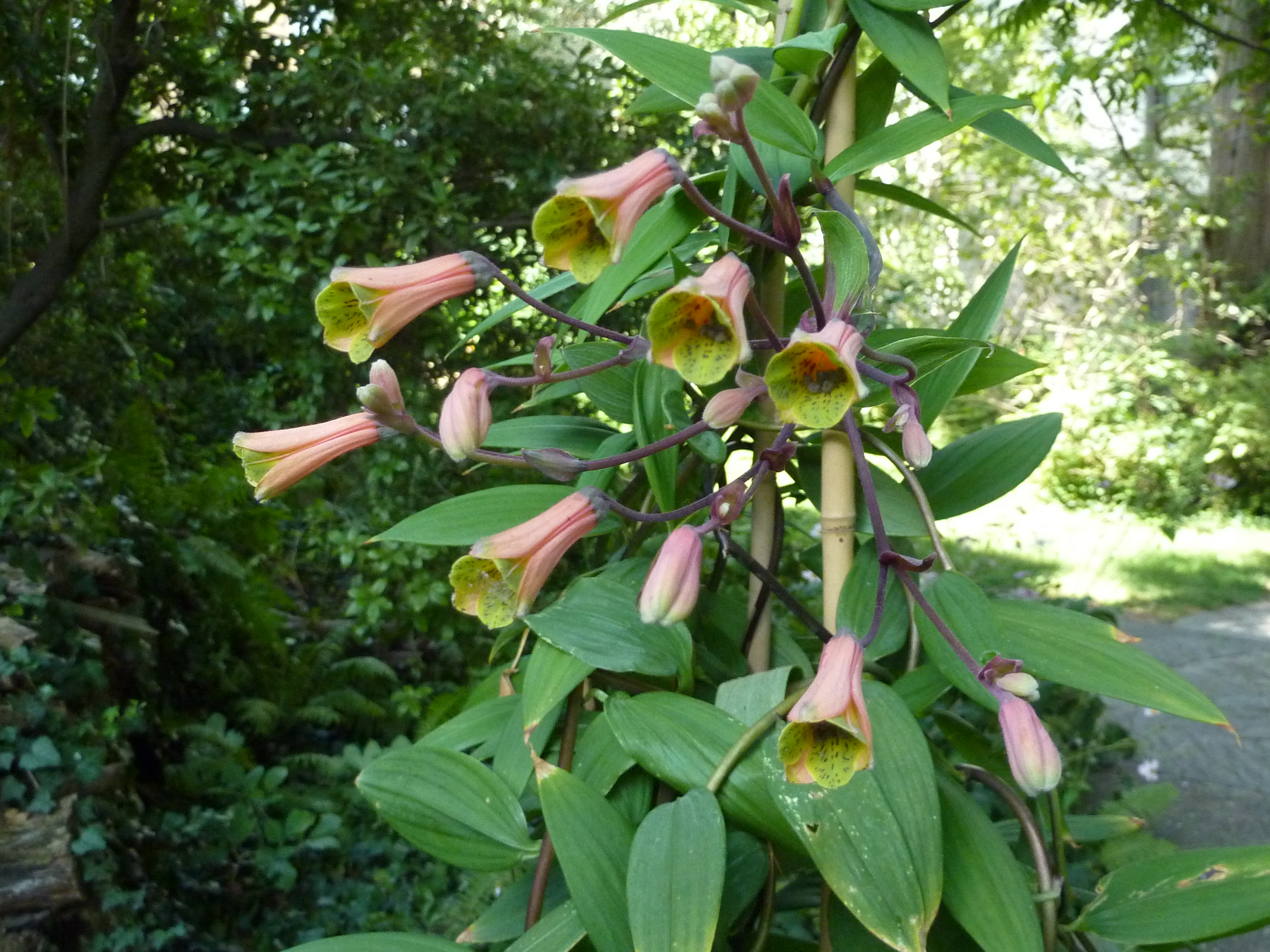
Essbare Bomarie (Bomarea edulis)

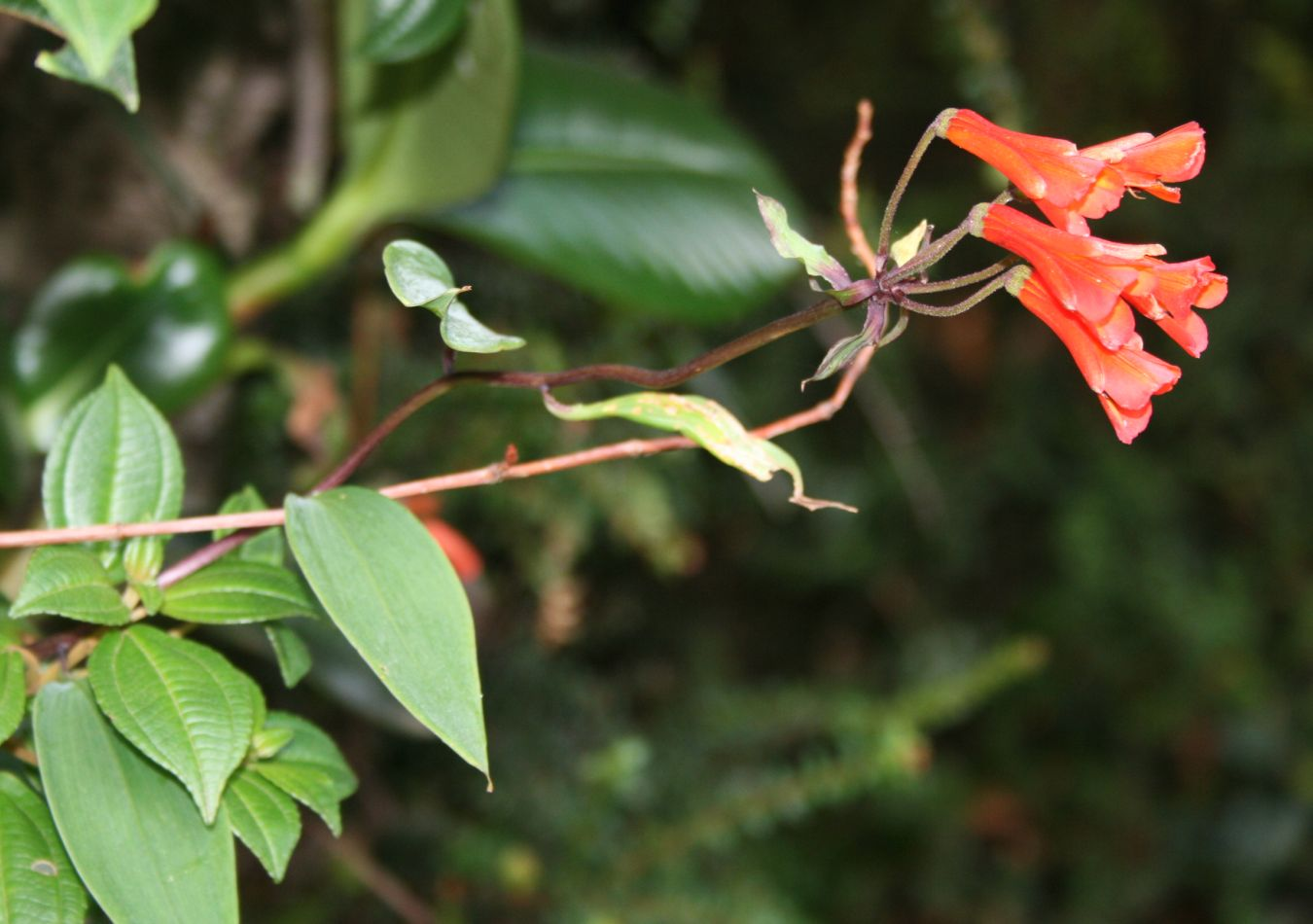
Bomarea hirsuta

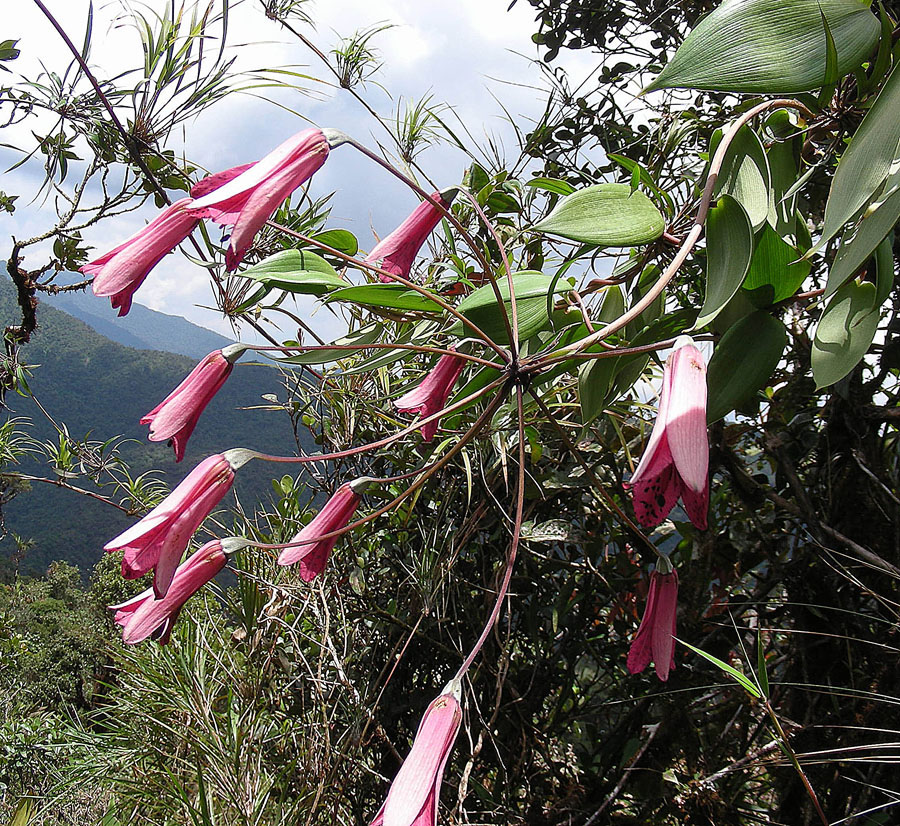
Bomarea longipes

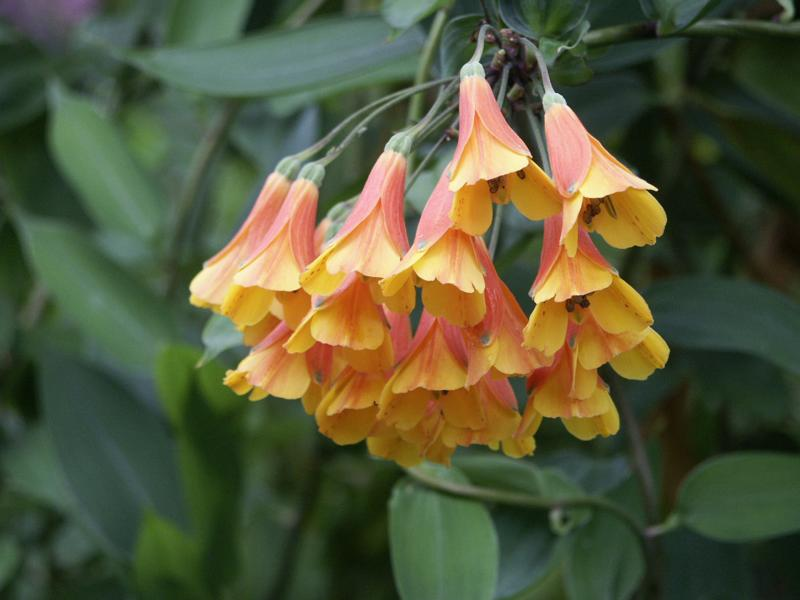
Bomarea multiflora

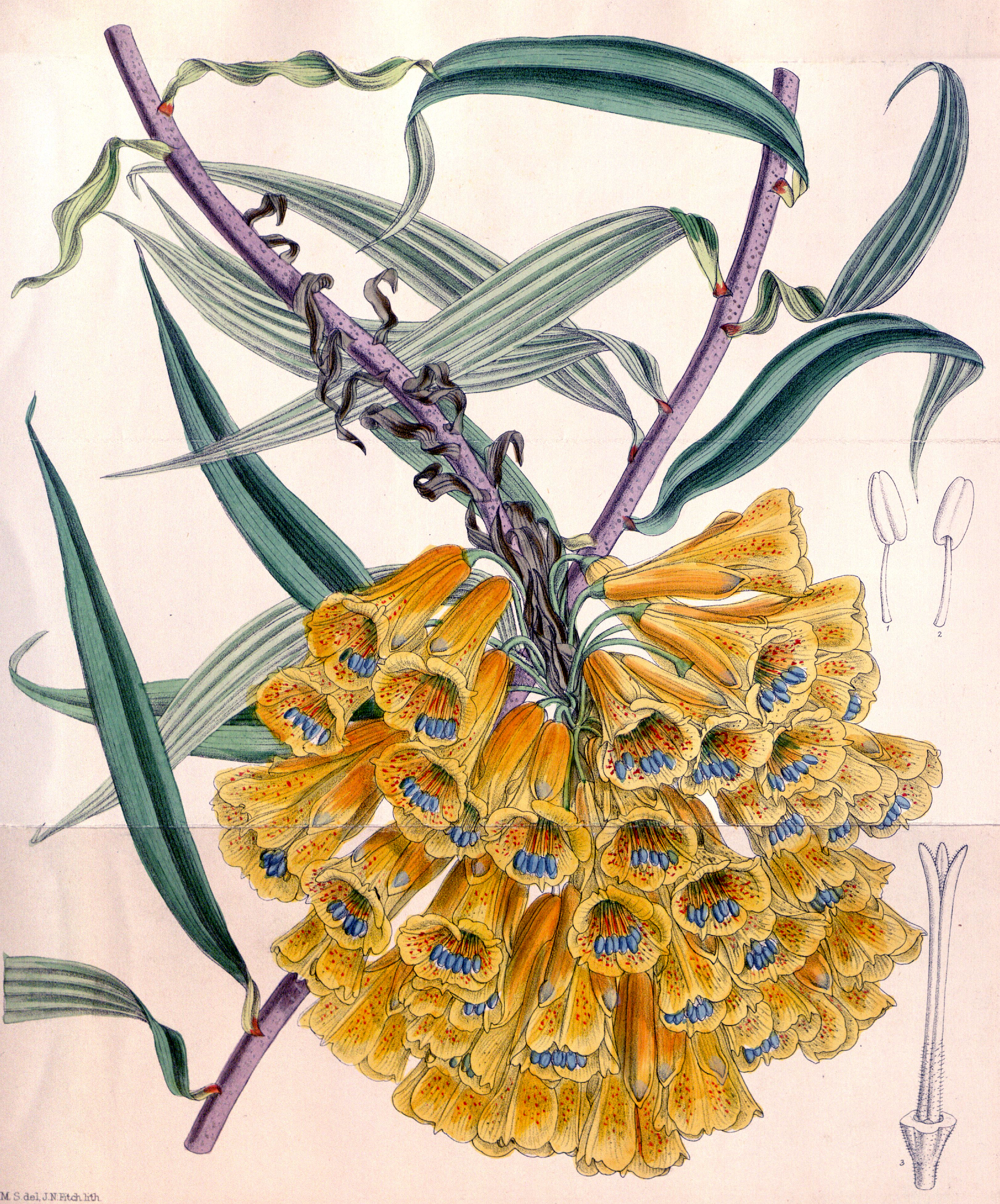
Illustration von Bomarea multiflora

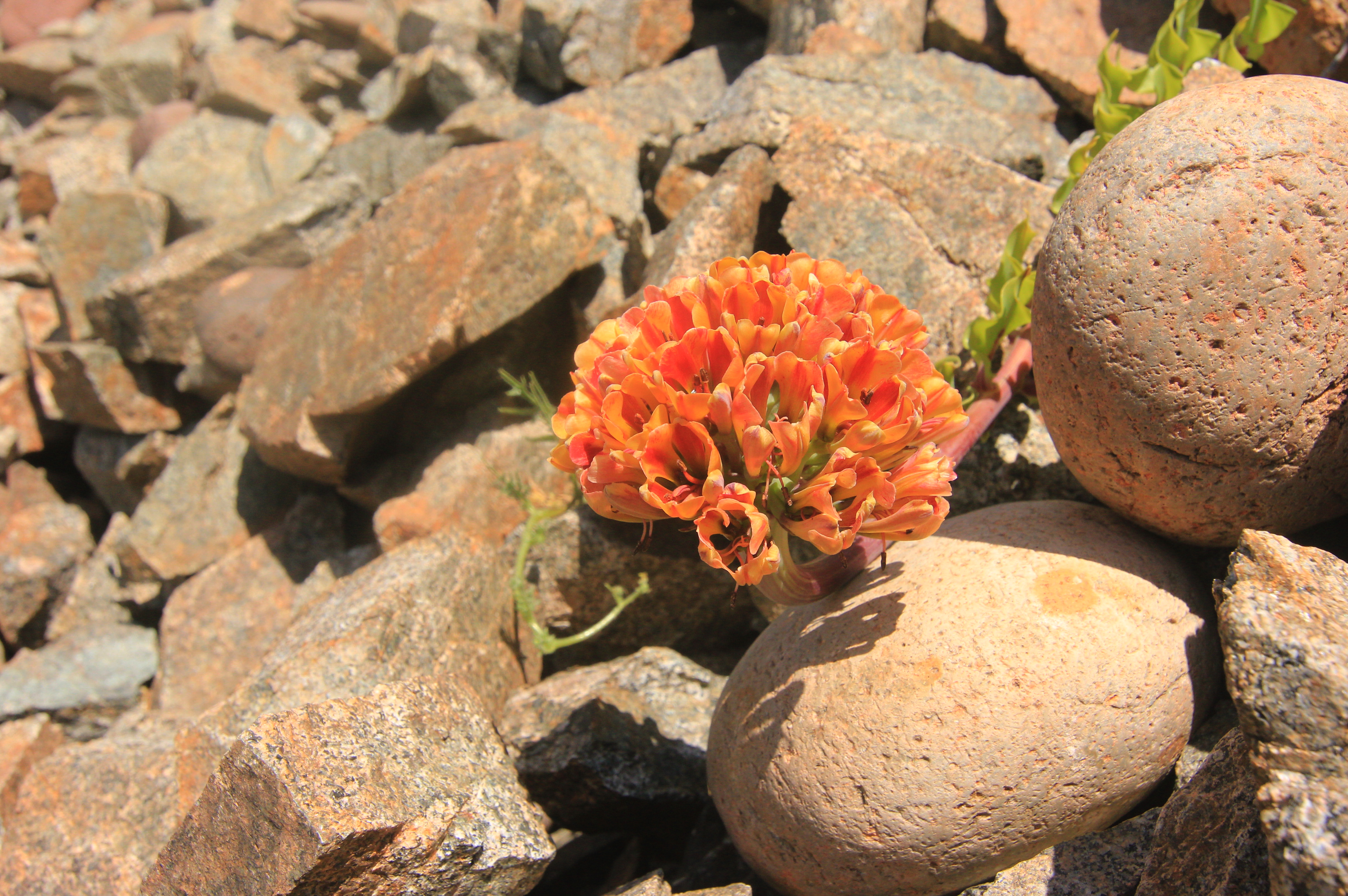
Löwentatze (Bomarea ovallei)

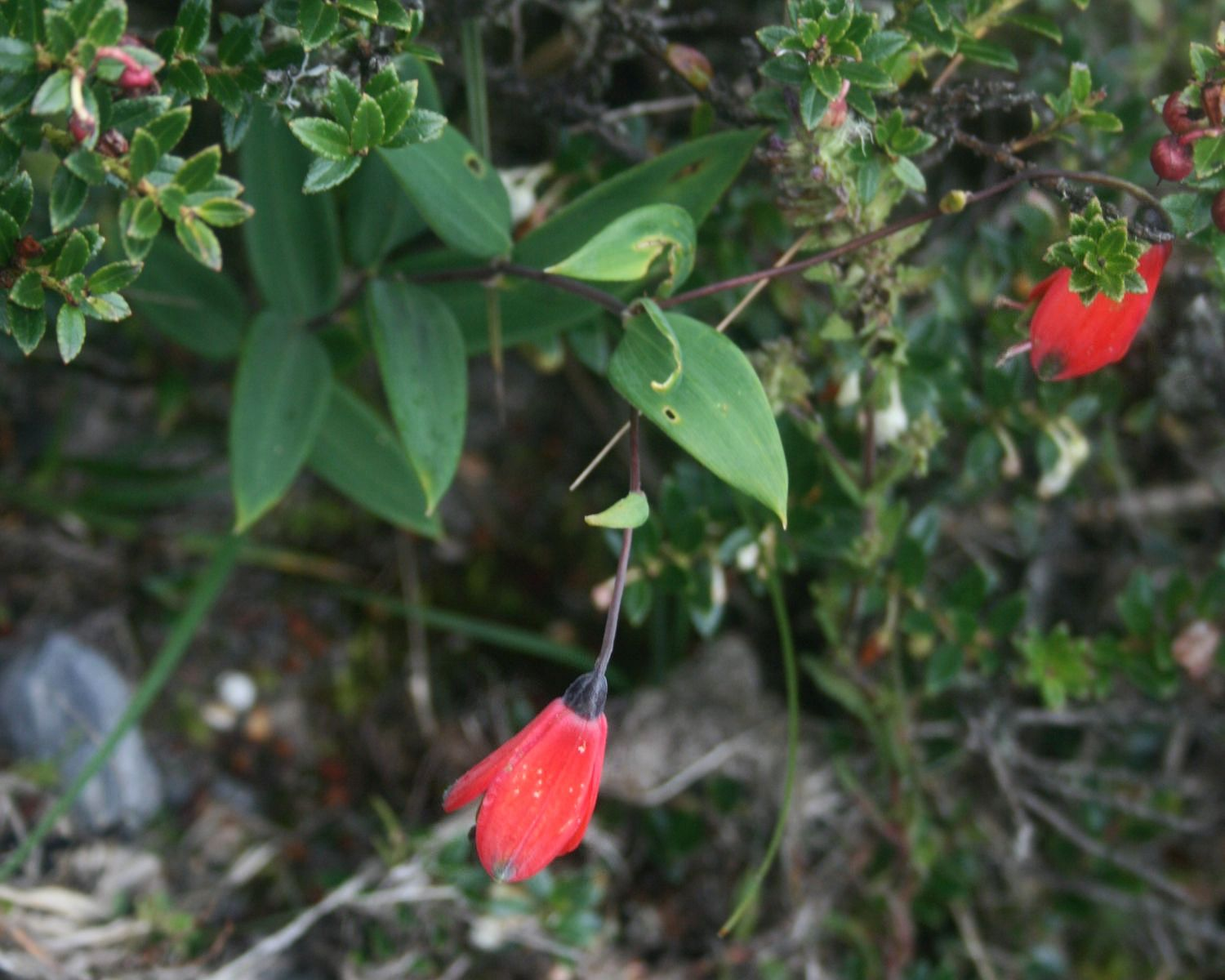
Bomarea pauciflora

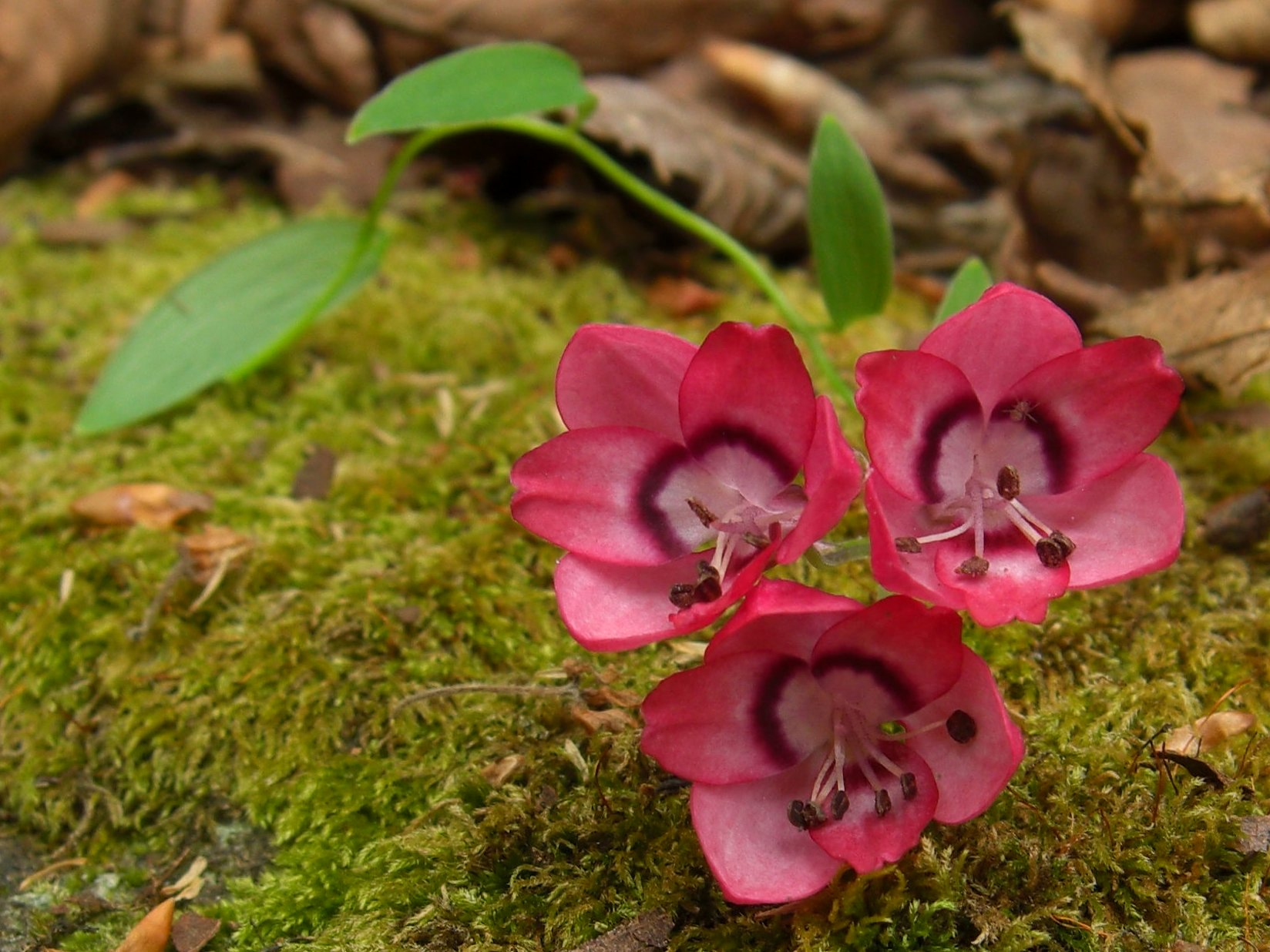
Bomarea salsilla

### Vegetative Merkmale
Bomarea-Arten sind ausdauernde krautige Pflanzen, die meist als klimmende Kletterpflanzen wachsen. Es werden Rhizome gebildet. Die an der gesamten Sprossachse verteilten Laubblätter sind um 180˚ gedreht, kurz gestielt, einfach und vielnervig.

### Generative Merkmale
Die Blüten stehen in endständigen, einfachen bis zusammengesetzten doldigen Blütenständen. Die zwittrigen Blüten sind radiärsymmetrisch, dreizählig und röhrig bis glockenförmig. Die Blütenhüllblätter sind frei und leuchtend rot, orange oder gelb gefärbt, seltener auch grünlich. Es sind zwei Kreise mit je drei Staubblättern vorhanden. Die Staubbeutel sind gelb oder graublau. Die drei Fruchtblätter sind zu einem unter- oder mittelständigen Fruchtknoten verwachsen.
Die Blütenformel lautet: {\displaystyle \star \;P_{3+3}\;A_{3+3}\;G_{\overline {(3)}}}
Als Früchte werden Kapseln oder Beeren gebildet.

## Verbreitung und Standortansprüche
Das Verbreitungszentrum der Gattung Bomarea sind Gebiete in den Anden zwischen Kolumbien und Bolivien. Die meisten Arten wachsen in Wäldern und Gebüschen in mehr oder weniger feuchter Umgebung. Nur einige Arten der Untergattungen Wichuraea und Bomarea s. str. findet man in den trockeneren Tälern der Anden. Keine der Arten wächst in Marsch- und Sumpfgebieten.

## Systematik
Die Gattung Bomarea wurde 1804 durch Charles François Brisseau de Mirbel aufgestellt. Der Gattungsname Bomarea ehrt den französischen Naturforscher Jacques-Christophe Valmont de Bomare (1731–1807), Verfasser des Dictionnaire universel d’histoire naturelle. Als Lectotypus wurde 1995 Bomarea ovata (Cav.) Mirb. festgelegt. Die beiden Gattungen Bomarea und Alstroemeria gehören zur Tribus Alstroemerieae innerhalb der Familie der Alstroemeriaceae. Die Gattungen Bomarea und Alstroemeria unterscheiden sich unter anderem durch ihre Chromosomengrundzahlen; für Bomarea beträgt sie x = 9, für Alstroemeria x = 8.
Die Gattung Bomarea umfasst etwa 150 Arten in vier Untergattungen:
- Untergattung Baccata Hofreiter: mit 5 Arten.
- Untergattung Bomarea: mit 79 Arten.
- Untergattung Sphaerine: mit 12 Arten.
- Untergattung Wichuraea: mit 18 Arten.[2]

Vollständige Liste der Arten:
- Bomarea acutifolia (Link & Otto) Herb.: Sie kommt in Mexiko, Guatemala, El Salvador, Honduras, Costa Rica und Panama vor.[7]
- Bomarea albimontana D.N.Sm. & Gereau: Peru[7]
- Bomarea alstroemerioides Hofreiter & E.Rodr.: Peru[7]
- Bomarea amazonica Hofreiter & E.Rodr.: Peru[7]
- Bomarea amilcariana Stergios & Dorr: Venezuela[7]
- Bomarea ampayesana Vargas: Peru[7]
- Bomarea anceps (Ruiz & Pav.) Herb.: Peru[7]
- Bomarea andimarcana (Herb.) Baker: Peru und Bolivien. Mit zwei Unterarten.[7]
- Bomarea andreana Baker: Sie kommt von Costa Rica bis Ecuador vor.[7]
- Bomarea angulata Benth.: Ecuador und nördliches Peru.[7]
- Bomarea angustissima Killip: Peru.[7]
- Bomarea aurantiaca Herb.: Peru und Bolivien.[7]
- Bomarea boliviensis Baker: Bolivien und nordwestliches Argentinien.[7]
- Bomarea brachysepala Benth.: Südliches Ecuador und nördliches Peru.[7]
- Bomarea bracteata (Ruiz & Pav.) Herb.: Peru.[7]
- Bomarea bracteolata Gereau: Panama.[7]
- Bomarea bredemeyeriana Herb.: Nordöstliches Kolumbien und nordwestliches Venezuela.[7]
- Bomarea brevis (Herb.) Baker: Zentrales Bolivien und zentrales Peru.[7]
- Bomarea callejasiana Alzate: Kolumbien.[7]
- Bomarea campanularia Harling & Neuendorf: Südwestliches Ecuador und Peru.[7]
- Bomarea campylophylla Killip: Peru und westliches Bolivien.[7]
- Bomarea carderi Mast. (Syn.: Bomarea williamsiae Mast.): Panama, Kolumbien und Ecuador.[7]
- Bomarea caucana Alzate: Kolumbien.[7]
- Bomarea caudata Killip: Peru.[7]
- Bomarea caudatisepala  Gereau: Panama.[7]
- Bomarea ceratophora Neuendorf: Ecuador.[7]
- Bomarea chaparensis Hofreiter: Bolivien.[7]
- Bomarea chimboracensis Baker: Ecuador.[7]
- Bomarea chiriquina Killip: Costa Rica und Panama.[7]
- Bomarea coccinea (Ruiz & Pav.) Baker: Peru.[7]
- Bomarea colombiana Alzate: Kolumbien.[7]
- Bomarea cordifolia (Ruiz & Pav.) Herb.: Peru.[7]
- Bomarea cornigera Herb.: Peru.[7]
- Bomarea cornuta Herb.: Südwestliches Ecuador, Peru und westliches Bolivien.[7]
- Bomarea costaricensis Kraenzl.: Costa Rica und Panama.[7]
- Bomarea crassifolia Baker: Kolumbien, Ecuador, Peru und Venezuela.[7]
- Bomarea crinita Herb.: Peru.[7]
- Bomarea crocea (Ruiz & Pav.) Herb.: Bolivien, zentrales Peru.[7]
- Bomarea densiflora Herb.: Ecuador, nördliches Peru.[7]
- Bomarea denticulata (Ruiz & Pav.) Herb.: Zentrales Peru.[7]
- Bomarea diffracta Baker: Kolumbien.[7]
- Bomarea dispar Herb.: Peru.[7]
- Bomarea dissitifolia Baker: Ecuador und Peru.[7]
- Bomarea distichifolia (Ruiz & Pav.) Baker: Südliches Ecuador, Peru und zentrales Bolivien.[7]
- Bomarea dolichocarpa Killip: Ecuador und Peru.[7]
- Bomarea dulcis (Hook.) Beauverd: Zentrales Peru, nördliches Chile, Peru.[7]
- Essbare Bomarie (Bomarea edulis (Tussac) Herb., auch Zarcilla de Cuba): Mexiko, Zentralamerika, Westindische Inseln, tropisches Südamerika.[7] Die Rhizome werden gegart gegessen.
- Bomarea endotrachys Kraenzl.: Peru.[7]
- Bomarea engleriana Kraenzl.: Peru.[7]
- Bomarea euryantha Alzate: Kolumbien.[7]
- Bomarea euryphylla Harling & Neuendorf: Südliches Kolumbien bis zentrales Ecuador.[7]
- Bomarea evecta Harling & Neuendorf: Ecuador.[7]
- Bomarea ferreyrae Vargas: Peru.[7]
- Bomarea foertheriana Hofreiter: Peru.[7]
- Bomarea formosissima (Ruiz & Pav.) Herb.: Zentrales Peru, zentrales Bolivien.[7]
- Bomarea glaucescens (Kunth) Baker: Ecuador, Bolivien und Peru.[7]
- Bomarea goniocaulon Baker: Ecuador und Peru.[7] Mit zwei Unterarten.[7]
- Bomarea graminifolia Sodiro: Ecuador.[7]
- Bomarea hartwegii Baker: Ecuador und Peru.[7]
- Bomarea herbertiana Baker: Kolumbien und westliches Bolivien.[7]
- Bomarea herrerae Vargas: Südöstliches Peru.[7]
- Bomarea hieronymi Pax: Südliches Kolumbien und nördliches Ecuador.[7]
- Bomarea hirsuta (Kunth) Herb.: Costa Rica, Panama, Kolumbien und Ecuador.[7]
- Bomarea huanuco Hofreiter: Peru.[7]
- Bomarea inaequalis Killip: Kolumbien.[7]
- Bomarea involucrosa (Herb.) Baker: Westliches Bolivien und zentrales Peru.[7]
- Bomarea kraenzlinii Baker: Kolumbien.[7]
- Bomarea lancifolia Baker: Ecuador.[7]
- Bomarea latifolia (Ruiz & Pav.) Herb.: Peru.[7]
- Bomarea libertadensis Hofreiter & E.Rodr.: Peru.[7]
- Bomarea linifolia (Kunth) Baker: Westliches Kolumbien, nördliches Ecuador.[7]
- Bomarea longipes Baker: Südwestliches Ecuador und Peru.[7]
- Bomarea longistyla Vargas: Peru.[7]
- Bomarea lopezii Hofreiter & E.Rodr.: Venezuela.[7]
- Bomarea lutea Herb.: Ecuador.[7]
- Bomarea macrocephala Pax: Südliches Bolivien und nordwestliches Argentinien.[7]
- Bomarea macusanii Hofreiter & E.Rodr.: Peru und westliches Bolivien.[7]
- Bomarea moritziana Klotzsch ex Kunth: Kolumbien, Venezuela und nordöstliches Ecuador.[7]
- Bomarea multiflora (L. f.) Mirb.: Kolumbien und Ecuador, dort im Krater des Pululahua.[7]
- Bomarea multipes Benth.: Ecuador.[7]
- Bomarea nematocaulon Killip: Peru.[7]
- Bomarea nervosa (Herb.) Baker: Südliches Ecuador und nördliches Peru.[7]
- Bomarea nubigena Harling & Neuendorf: Ecuador.[7]
- Bomarea obovata Herb.: Sie kommt von Nicaragua bis Peru vor.[7]
- Löwentatze (Bomarea ovallei (Phil.) Ravenna): Nördliches Chile.[7]
- Bomarea ovata (Cav.) Mirb.: Peru, Bolivien und nordwestliches Argentinien.[7]
- Bomarea oxytepala Harling & Neuendorf: Südliches Ecuador.[7]
- Bomarea pardina Herb.: Kolumbien, Ecuador und Peru.[7]
- Bomarea parvifolia Baker: Zentrales Peru.[7]
- Bomarea patacocensis Herb.: Südwestliches Kolumbien und Ecuador.[7]
- Bomarea patinii Baker: Kolumbien und nördliches Ecuador.[7]
- Bomarea pauciflora (Kunth) Herb.: Kolumbien und nordwestliches Venezuela.[7]
- Bomarea perglabra Harling & Neuendorf: Ecuador.[7]
- Bomarea peruviana Hofreiter: Peru.[7]
- Bomarea porrecta Killip: Nordwestliches Peru.[7]
- Bomarea pseudopurpurea Hofreiter & E.Rodr.: Peru.[7]
- Bomarea pudibunda Planch. & Linden: Kolumbien.[7]
- Bomarea pumila Griseb. ex Baker: Zentrales Peru und westliches Bolivien.[7]
- Bomarea puracensis Alzate: Kolumbien.[7]
- Bomarea purpurea  (Ruiz & Pav.) Herb.: Kolumbien, Ecuador, Venezuela und Peru.[7]
- Bomarea rinconii Cáceres Gonz.: Panama.[7]
- Bomarea rosea (Ruiz & Pav.) Herb.: Bolivien und Peru.[7]
- Bomarea salicifolia Killip: Venezuela.[7]
- Bomarea salsilla (L.) Mirb.: Südlich-zentrales Chile.[7]
- Bomarea secundifolia (Ruiz & Pav.) Baker: Peru.[7]
- Bomarea setacea (Ruiz & Pav.) Herb.: Zentrales und südliches Peru.[7]
- Bomarea shuttleworthii Mast.: Kolumbien.[7]
- Bomarea speciosa Killip: Peru und westliches Bolivien.[7]
- Bomarea spissiflora Harling & Neuendorf: Südöstliches Ecuador und Peru.[7]
- Bomarea stans Kraenzl.: Bolivien und Argentinien.[7]
- Bomarea suberecta Gereau: Costa Rica und westliches Panama.[7]
- Bomarea superba Herb.: Peru und westliches Bolivien.[7]
- Bomarea tarmensis  Kraenzl.: Peru und Bolivien.[7]
- Bomarea torta (Kunth) Herb.: Südliches Ecuador und nördliches Peru.[7]
- Bomarea tribrachiata Kraenzl.: Südliches Ecuador und Peru.[7]
- Bomarea trichophylla Killip: Kolumbien.[7]
- Bomarea trimorphophylla Harling & Neuendorf: Südwestliches Ecuador.[7]
- Bomarea truxillensis Stergios & Dorr: Venezuela.[7]
- Bomarea uncifolia Herb.: Ecuador.[7]
- Bomarea vargasii Hofreiter: Nordwestliches Peru.[7]
- Bomarea velascoana Vargas: Peru und westliches Bolivien.[7]
- Bomarea vitellina Mast.: Kolumbien.[7]
- Bomarea weigendii Hofreiter & E.Rodr.: Peru.[7]

## Nutzung
Die stärkehaltigen Rhizome von Bomarea acutifolia, Bomarea edulis und Bomarea salsilla werden gegart gegessen.